# Das künstliche Paradies
Das künstliche Paradies (Originaltitel: The Masterpiece Society) ist die 13. Folge der fünften Staffel der US-amerikanischen Science-Fiction-Fernsehserie Raumschiff Enterprise – Das nächste Jahrhundert. Sie wurde in den Vereinigten Staaten über Syndication vermarktet und erstmals am 10. Februar 1992 auf verschiedenen Fernsehsendern ausgestrahlt. In Deutschland war sie zum ersten Mal am 15. April 1994 in einer synchronisierten Fassung auf Sat.1 zu sehen.

## Handlung
Im Jahr 2368 bei Sternzeit 45470.1 erforscht die Enterprise ein stellares Kernfragment eines zerfallenen Neutronensterns. Dieses hält Kurs auf den Planeten Moab IV, der eigentlich als lebensfeindlich und unbewohnt gilt. Unerwartet wird jedoch eine kleine menschliche Siedlung entdeckt. Nach einigem Zögern meldet sich schließlich Aaron Conor, der Anführer der Kolonie. Er erklärt, dass er und seine Leute Nachfahren von Siedlern sind, die vor acht Generationen auf diesen Planeten gekommen sind, um hier in einer künstlichen Biosphäre eine perfekte Gesellschaft zu gründen. Mittels Gentechnik und kontrollierter Fortpflanzung sind hier in den Augen der Kolonisten perfekte Menschen entstanden. Jeder findet hier die für ihn perfekte Aufgabe und zwischen den Individuen und ihrer künstlichen Umgebung besteht eine gegenseitige Abhängigkeit. Normalerweise vermeiden die Kolonisten jeden Kontakt zur Außenwelt, doch angesichts der drohenden Gefahr gestatten sie den Besuch eines Außenteams.
Der erste Offizier Will Riker, Schiffsberaterin Deanna Troi und Chefingenieur Geordi La Forge beamen in die Biosphäre. Sie unterbreiten das Angebot, die Kolonie zu evakuieren, doch davon will Conor nichts wissen und vertraut auf die Schutzmechanismen der Kolonie. Data, der zweite Offizier der Enterprise, hat jedoch berechnet, dass der Vorbeiflug des Kernfragments auf Moab IV Erdbeben auslösen wird, die deutlich stärker sind als alles, was die Systeme der Kolonie aushalten könnten. La Forge berät sich daher mit der einheimischen Wissenschaftlerin Hannah Bates. Sie denkt darüber nach, den Traktorstrahl der Enterprise zu nutzen, um die Flugbahn des Kernfragments zu ändern. La Forge meint, das Schiff könne hierfür nicht genug Energie erzeugen. Bates hat allerdings mit einem völlig neuartigen Konzept des Traktorstrahls experimentiert, das dessen Effizienz um ein Mehrfaches steigern könnte. La Forge ist begeistert und möchte mit ihr auf der Enterprise weiterarbeiten. Martin Benbeck, zuständig für die Rechtsauslegung, sieht allerdings ein großes Problem darin, wenn sie die Kolonie verlässt. Conor entscheidet schließlich, dass die Umstände ihre vorübergehende Abwesenheit notwendig machen.
La Forge und Bates arbeiten mehrere Tage an der Umrüstung des Traktorstrahls. Schließlich stehen sie vor dem Problem, dass er die Energieleitungen des Schiffs zu überlasten droht. Da kommt La Forge die Idee, eine Technologie zu adaptieren, die seine Sehhilfe, der VISOR, verwendet. Er bemerkt die Ironie in der Tatsache, dass die Sehhilfe eines Blinden vielleicht die Rettung für eine Kolonie darstellt, in der es gar keine Blinden gibt.
Auf dem Planeten kommt es zu ersten Erdbeben, die aber noch zu schwach sind, um Schäden anzurichten. Conor und Troi kommen sich während ihrer gemeinsamen Zeit in der Kolonie näher, doch Troi findet, dass Conors Gefühle ihn dazu verleiten, seine Aufgaben als Anführer zu vernachlässigen. Sie entscheidet sich daher, auf die Enterprise zurückzukehren. Kurz darauf melden Bates und La Forge, dass sie ihre Arbeit erfolgreich abgeschlossen haben. Zum zusätzlichen Schutz der Kolonie soll ein Team von Ingenieuren die dortigen Schutzsysteme verstärken. Schließlich wird der modifizierte Traktorstrahl aktiviert und tatsächlich gelingt es, das Kernfragment abzulenken. Da die Gefahr nun gebannt zu sein scheint, kehrt Bates in die Kolonie zurück. Wenig später kommt es jedoch unerwartet zu einem Bruch in der Außenhülle der Biosphäre. La Forge kann mit seinem VISOR jedoch keine Spuren davon entdecken und kommt zu dem Schluss, dass Bates den Bruch nur vorgetäuscht hat.
Bates erklärt, dass sie den Vorfall inszeniert hat, weil sie den Wunsch hat, die Kolonie zu verlassen. Dass sie zur Rettung auf die Technologie der Enterprise angewiesen waren, statt diese einfach selbst zu erfinden, hat in ihr den Gedanken geweckt, dass es mit der angeblichen Perfektion der Kolonie vielleicht gar nicht so weit her ist. Sie bittet um Asyl und da weitere Personen sie begleiten möchten, sucht Captain Picard das persönliche Gespräch mit Conor. Picard möchte niemanden zurückweisen, aber auch niemanden zu einer übereilten Entscheidung ermuntern. Conor schlägt als Kompromiss sechs Monate Bedenkzeit für die Auswanderungswilligen vor. Bates besteht jedoch auf einer sofortigen Abreise und so gehen schließlich 23 Personen an Bord der Enterprise. Trotz seiner Liebe zu Troi entschließt sich Conor zum Bleiben, denn in der Gemeinschaft der Kolonie klafft nun eine Lücke und um diese wieder zu füllen, wird er als Anführer mehr denn je gebraucht. Picard bemerkt abschließend im Gespräch mit Riker, dass der Schaden, den das Eingreifen der Enterprise verursacht hat, vielleicht genauso groß sei wie der den das Kernfragment verursacht hätte.

## Produktion

### Drehbuch
In der ursprünglichen Geschichte von James Kahn sollte die Kolonie aus etwa 100 athletischen, gutaussehenden Personen bestehen, die nach Art von Adam und Eva nur leicht bekleidet herumlaufen sollten. Durch mehrfache Überarbeitung blieb von dieser ursprünglichen Geschichte nur wenig übrig. Erhalten blieb die Idee der Anwendung von Gentechnik. Adam Belanoff brachte die Idee ein, die genetische „Verbesserung“ nicht auf Äußerlichkeiten zu beschränken, sondern eine Gesellschaft zu zeigen, in der jedes Individuum eine einzigartige besondere Fähigkeit hat. Von Michael Piller stammte die Idee, als Handlungsort eine Biosphäre zu wählen. Inspiriert wurde er hierzu von dem Gebäudekomplex Biosphere 2 in Arizona, wo während der Produktionszeitzeit der Folge ein Experiment zur Aufrechterhaltung eines in sich geschlossenen, von der Außenwelt unabhängigen Ökosystems stattfand.

### Darsteller
John Snyder, Darsteller von Aaron Conor, hatte zuvor bereits den Romulaner Bochra in Folge 3.07 (Auf schmalem Grat) von Raumschiff Enterprise – Das nächste Jahrhundert gespielt.
Dey Young, Darstellerin von Hannah Bates, spielte auch Arissa in Folge 5.17 (Der Datenkristall) von Star Trek: Deep Space Nine und Keyla in Folge 1.25 (Zwei Tage auf Risa) von Star Trek: Enterprise.
Ron Canada, Darsteller von Martin Benbeck, spielte auch Ch'Pok in Folge 4.18 (Das Gefecht) von Star Trek: Deep Space Nine und Fesek in Folge 5.21 (Verheerende Gewalt) von Star Trek: Raumschiff Voyager.

## Rezeption
Alex Knapp listete Das künstliche Paradies 2011 in Forbes als eine der zehn besten Folgen im ganzen Star-Trek-Franchise auf, die sich mit den Themen Künstliche Intelligenz, technologische Singularität, Transhumanismus und Post-Knappheits-Gesellschaft befassen.
Keith DeCandido bewertete Das künstliche Paradies 2012 auf tor.com als eine eher schlechte Folge von Raumschiff Enterprise – Das nächste Jahrhundert. Ihm fiel auf, dass sie nach dem gleichen Schema geschrieben war wie Folge 4.15 (Erster Kontakt). In beiden Folgen gibt es einen männlichen Anführer, der das Beste für sein Volk will, einen männlichen Sicherheitschef, der den Fremden gegenüber abweisend eingestellt ist, und eine weibliche Wissenschaftlerin, die die Enterprise großartig findet und ihre Heimat verlassen möchte. Für DeCandido wirkte die Geschichte wie aufgewärmt. Im Gegensatz zu Erster Kontakt fehle hier ein ernster Konflikt, denn alle sind sich darin einig, dass die Kolonie gerettet werden soll. Er kritisierte auch die Auswahl der Gastdarsteller. Die Leistung von Ron Canada und Dey Young fand er zwar überzeugend, jedoch nicht so gut wie die ihrer Gegenparts in Erster Kontakt. John Snyder empfand er als Fehlbesetzung in der Rolle des Anführers.